# LGBT práva na Tuvalu
Mužský stejnopohlavní sexuální styk je na Tuvalu ilegální. Sekce 153, 154 a 155 Trestního zákona takové jednání kriminalizují. Tuvalu neuznává a nerespektuje LGBT práva.

## Trestní zákoník

### 153 Smilstvo proti přírodě
(a) Kdo vykoná soulož se zvířetem nebo anální styk s jinou osobou; nebo
(b) umožní mužské osobě toto spáchat s ním/nebo s ní,
se tímto dopouští trestného činu, za nějž mu lze uložit trest odnětí svobody v maximální délce trvání 14 let.

### 154 Pokus o smilstvo proti přírodě a nemravnost
Kdo se pokusí o spáchání výše uvedeného trestného činu, anebo se pokusí přimět jinou mužskou osobu k jeho spáchání, se tímto rovněž dopouští trestného činu, za nějž mu lze uložit trest odnětí svobody v maximální délce trvání 7 let.

### 155 Smilstvo mezi muži
Osoba mužského pohlaví, která vykoná, bez ohledu na to zda veřejně či v soukromí, soulož s jinou osobou mužského pohlaví, či se jí k tomu jakkoli pokusí přimět bez ohledu na to, zda veřejně či v soukromí, se tímto dopouští trestného činu, za nějž ji lze uložit trest odnětí svobody v maximální délce trvání 5 let.

## Souhrnná tabulka
| Legální stejnopohlavní styk                                          | Mužský ilegální (Trest: Až 14 let vězení; neuplatňováno) / Ženský legální |
| Stejný věk legální způsobilosti k pohlavnímu styku pro obě orientace | Muži ne / Ženy ano                                                        |
| Antidiskriminační zákony v zaměstnání                                | No                                                                        |
| Antidiskriminační zákony v přístupu ke zboží a službám               | No                                                                        |
| Antidiskriminační zákony v přístupu ke zboží a službám               | No                                                                        |
| Stejnopohlavní manželství                                            | No                                                                        |
| Stejnopohlavní soužití                                               | No                                                                        |
| Adopce dítěte partnera                                               | No                                                                        |
| Společná adopce dětí stejnopohlavními páry                           | No                                                                        |
| Gayové a lesby smějí otevřeně sloužit v armádě                       | Tuvalu nemá ozbrojené síly                                                |
| Možnost změny pohlaví                                                |                                                                           |
| Přístup k umělému oplodnění pro lesbické ženy                        | No                                                                        |
| Náhradní mateřství pro gay páry                                      | No                                                                        |
| MSM smějí darovat krev                                               | No                                                                        |